# 夏の王様 〜MY BLUE HEAVEN〜
『夏の王様 〜my blue heaven〜』（なつのおうさま 〜マイ・ブルー・ヘヴン〜）は、田原俊彦の18枚目のオリジナル・アルバム。1991年6月5日に、ポニーキャニオン / NAVから発売された。

## 背景
前作『DOUBLE“T”』から約1年ぶりのオリジナル・アルバムで、全曲通してサマーソングを中心とした楽曲が多く、サウンドプロデュースと作曲に荒木真樹彦、作詞を松井五郎が担当している。
先行シングル「夏いまさら一目惚れ」を含む全10曲が収録されている。

## リリース
1991年6月5日に、ポニーキャニオンのNAVレーベルから、CDとCTの2形態で発売された。

## 批評
| 専門評論家によるレビュー | 専門評論家によるレビュー |
| レビュー・スコア         | レビュー・スコア         |
| 出典                     | 評価                     |
| ------------------------ | ------------------------ |
| CDジャーナル             | 肯定的                   |

『CDジャーナル』は、楽曲のバリエーションの多さを指摘し「カリビアン風から大人びたラヴ・バラード、さらにはエグ味を強調したヴォーカルを聴かせる『SCAPEGOAT』など、陽性のトシに哀愁ではない何かがプラスされていると実感させる」と肯定的な評価を下している。

## 収録曲

### CD
| 全作詞: 松井五郎、全作曲: 荒木真樹彦。 |                           |           |            |                     |      |
| #                                      | タイトル                  | 作詞      | 作曲・編曲 | 編曲                | 時間 |
| 1.                                     | 「灼熱のモナリザ」        | 松井五郎  | 荒木真樹彦 | 新川博 & 荒木真樹彦 | 5:44 |
| 2.                                     | 「CARNIVAL」              | 松井五郎  | 荒木真樹彦 | 新川博 & 荒木真樹彦 | 3:20 |
| 3.                                     | 「夏いまさら一目惚れ」    | 松井五郎  | 荒木真樹彦 | 新川博 & 荒木真樹彦 | 4:37 |
| 4.                                     | 「僕のDOOR」              | 松井五郎  | 荒木真樹彦 | 新川博 & 荒木真樹彦 | 5:35 |
| 5.                                     | 「GLAMOUR」               | 松井五郎  | 荒木真樹彦 | 新川博 & 荒木真樹彦 | 4:56 |
| 6.                                     | 「博士テストの時間です」  | 松井五郎  | 荒木真樹彦 | 荒木真樹彦          | 3:47 |
| 7.                                     | 「俺のNOISEをとめてくれ」 | 松井五郎  | 荒木真樹彦 | 新川博 & 荒木真樹彦 | 4:40 |
| 8.                                     | 「SCAPEGOAT」             | 松井五郎  | 荒木真樹彦 | 新川博 & 荒木真樹彦 | 4:20 |
| 9.                                     | 「誰のものでもないBLUE」  | 松井五郎  | 荒木真樹彦 | 新川博 & 荒木真樹彦 | 4:46 |
| 10.                                    | 「かすかに追憶」          | 松井五郎  | 荒木真樹彦 | 新川博 & 荒木真樹彦 | 5:34 |
| 合計時間:                              | 合計時間:                 | 合計時間: | 47:19      |                     |      |

### CT
| 全作詞: 松井五郎、全作曲: 荒木真樹彦、全編曲: 新川博 & 荒木真樹彦。 |                        |          |            |      |
| #                                                                   | タイトル               | 作詞     | 作曲・編曲 | 時間 |
| 1.                                                                  | 「灼熱のモナリザ」     | 松井五郎 | 荒木真樹彦 | 5:44 |
| 2.                                                                  | 「CARNIVAL」           | 松井五郎 | 荒木真樹彦 | 3:20 |
| 3.                                                                  | 「夏いまさら一目惚れ」 | 松井五郎 | 荒木真樹彦 | 4:37 |
| 4.                                                                  | 「僕のDOOR」           | 松井五郎 | 荒木真樹彦 | 5:35 |
| 5.                                                                  | 「GLAMOUR」            | 松井五郎 | 荒木真樹彦 | 4:56 |
| 合計時間:                                                           | 合計時間:              | 24:12    |            |      |

| 全作詞: 松井五郎、全作曲: 荒木真樹彦。 |                           |           |            |                     |      |
| #                                      | タイトル                  | 作詞      | 作曲・編曲 | 編曲                | 時間 |
| 1.                                     | 「博士テストの時間です」  | 松井五郎  | 荒木真樹彦 | 荒木真樹彦          | 3:47 |
| 2.                                     | 「俺のNOISEをとめてくれ」 | 松井五郎  | 荒木真樹彦 | 新川博 & 荒木真樹彦 | 4:40 |
| 3.                                     | 「SCAPEGOAT」             | 松井五郎  | 荒木真樹彦 | 新川博 & 荒木真樹彦 | 4:20 |
| 4.                                     | 「誰のものでもないBLUE」  | 松井五郎  | 荒木真樹彦 | 新川博 & 荒木真樹彦 | 4:46 |
| 5.                                     | 「かすかに追憶」          | 松井五郎  | 荒木真樹彦 | 新川博 & 荒木真樹彦 | 5:34 |
| 合計時間:                              | 合計時間:                 | 合計時間: | 23:07      |                     |      |

## 楽曲解説
1. 灼熱のモナリザ
2. CARNIVAL
3. 夏いまさら一目惚れ
  - 先行シングル
4. 僕のDOOR
5. GLAMOUR
6. 博士テストの時間です
7. 俺のNOISEをとめてくれ
8. SCAPEGOAT
9. 誰のものでもないBLUE
10. かすかに追憶

## 参加ミュージシャン
| 灼熱のモナリザ - Synthesizer Operation : 倉知雄志 - E.Guitar : 荒木真樹彦 - Keyboard : 新川博 - Latin Percussion : 浜口茂外也 - Trumpet : 数原晋 - Trombone : 平内保夫 - Saxophone : JAKE H. CONCEPTION - Rap : FRANCIS SILVA - Background Vocals : 荒木真樹彦, 清水美恵 CARNIVAL - Synthesizer Operation : 倉知雄志 - A.Guitar : 荒木真樹彦 - E.Guitar : 稲葉政裕 - Keyboard : 新川博 - Latin Percussion : 浜口茂外也 - Background Vocals : 荒木真樹彦, 清水美恵 夏いまさら一目惚れ - Synthesizer Operation : 倉知雄志 - E.Guitar : 荒木真樹彦 - Keyboard : 新川博 - Latin Percussion : 浜口茂外也 - Trumpet : 荒木敏夫 - Trombone : 村田陽一 - Saxophone : 本田雅人 Courtesy by Sony Records - Background Vocals : 荒木真樹彦, 清水美恵, MIKI CONWAY 僕のDOOR - Synthesizer Operation : 倉知雄志 - E.Guitar : 稲葉政裕 - Latin Percussion : 浜口茂外也 - Background Vocals : 荒木真樹彦, 清水美恵 GLAMOUR - Synthesizer Operation : 倉知雄志 - E.Guitar : 稲葉政裕 - Keyboard : 新川博 - Latin Percussion : 斉藤ノブ - Trumpet : 数原晋 - Trombone : 平内保夫 - Saxophone : JAKE H. CONCEPTION - Background Vocals : 荒木真樹彦, 清水美恵 | 博士テストの時間です - Synthesizer Operation : 三浦憲和 - E.Guitar & E.Bass : 荒木真樹彦 - Background Vocals : 荒木真樹彦, 清水美恵 俺のNOISEをとめてくれ - Synthesizer Operation : 倉知雄志 - E.Guitar : 荒木真樹彦 - Keyboard : 新川博 - Latin Percussion : 浜口茂外也 - Trumpet : 数原晋 - Trombone : 平内保夫 - Saxophone : JAKE H. CONCEPTION - Background Vocals : 荒木真樹彦, 清水美恵 SCAPEGOAT - Synthesizer Operation : 倉知雄志 - E.Guitar : 荒木真樹彦 - Keyboard : 新川博 - Background Vocals : 荒木真樹彦 誰のものでもないBLUE - Synthesizer Operation : 倉知雄志 - E.Guitar : 稲葉政裕 - Keyboard : 新川博, 中村幸代 - Latin Percussion : 浜口茂外也 - Background Vocals : 荒木真樹彦 かすかに追憶 - Synthesizer Operation : 倉知雄志 - E.Guitar : 荒木真樹彦 - E.Bass : 富倉安生 - S.Saxophone : 土岐英史 - Latin Percussion : 浜口茂外也 - Background Vocals : 荒木真樹彦, 清水美恵 |

## 映像作品

### リリース
1991年6月21日に、ポニーキャニオンから、VHSとLDの2形態で発売された。

### 収録曲
| 全作詞: 松井五郎、全作曲: 荒木真樹彦、全編曲: 新川博 & 荒木真樹彦。 |                        |          |            |
| #                                                                   | タイトル               | 作詞     | 作曲・編曲 |
| 1.                                                                  | 「GLAMOUR」            | 松井五郎 | 荒木真樹彦 |
| 2.                                                                  | 「かすかに追憶」       | 松井五郎 | 荒木真樹彦 |
| 3.                                                                  | 「僕のDOOR」           | 松井五郎 | 荒木真樹彦 |
| 4.                                                                  | 「夏いまさら一目惚れ」 | 松井五郎 | 荒木真樹彦 |